# ليونارد هورن
ليونارد هورن (بالإنجليزية: Leonard Horn)‏ هو مخرج أمريكي، ولد في 1 أغسطس 1926 في بانجور في الولايات المتحدة، وتوفي في 25 مايو 1975.

## وصلات خارجية
- ليونارد هورن على موقع IMDb (الإنجليزية)
- ليونارد هورن على موقع ألو سيني (الفرنسية)
- ليونارد هورن على موقع أول موفي (الإنجليزية)
- ليونارد هورن على موقع قاعدة بيانات الأفلام السويدية (السويدية)
- ليونارد هورن على موقع قاعدة بيانات الفيلم (الإنجليزية)
- ليونارد هورن على موقع كينوبويسك (الروسية)